# ISO 3166-2:TC
کد ISO 3166-2:TC بخشی از استاندارد ایزو ۳۱۶۶ برای کشور جزایر تورکس و کایکوس است که توسط سازمان بین‌المللی استانداردسازی ISO تنظیم شده‌است این سازمان، کدهای استاندارد را برای تقسیمات کشوری (ایالت‌ها یا استان‌های) کشورهای فهرست شده در استاندارد ایزو ۳۱۶۶-۱ تعریف می‌کند.
هر کد شامل دو بخش می‌گردد که توسط علامت - جدا می‌گردند.
- بخش نخست TC که در ایزو ۳۱۶۶-۱ آلفا-۲ کد  کشور جزایر تورکس و کایکوس است.
- بخش دوم شامل یک یا دو یا سه حرف است که بیان‌کننده استان یا ایالت کشور جزایر تورکس و کایکوس می‌باشد.